# Carl Swartz
Carl Johan Gustaf Swartz (ur. 5 czerwca 1858 w Norrköping, zm. 6 listopada 1926 w Sztokholmie) – szwedzki polityk.
W latach 1906–1911 pełnił funkcję ministra finansów. 30 marca 1917 stanął na czele rządu. Jego gabinet podjął działania mające złagodzić skutki głębokiego kryzysu ekonomicznego. W maju 1917 zawarł porozumienie z Wielką Brytanią, w wyniku którego 33 szwedzkim jednostkom zezwolono na opuszczenie portów angielskich i amerykańskich oraz powrót do Szwecji. Podał się do dymisji 19 października 1917.